# Chickasha
Chickasha è un comune degli Stati Uniti d'America, situata in Oklahoma, nella contea di Grady, della quale è anche il capoluogo.